# ألموند (إزار)
ألموند هي بلدية في إزار في أوفيرن-رون ألب منطقة جنوب شرق فرنسا.